# Peachtree Street
Peachtree Street es la calle principal de la ciudad de Atlanta (Georgia, Estados Unidos). Empieza en la intersección Five Points en Downtown Atlanta y discurre hacia el norte por Midtown; unas pocas cuadras después de entrar en Buckhead, su nombre cambia a Peachtree Road en Palisades Road. Buena parte de la arquitectura histórica y destacable de la ciudad está situada a lo largo de esta calle, y es usada con frecuencia para los desfiles anuales de la ciudad (como el desfile del Día de San Patricio y el desfile de Navidad), así como para los desfiles que celebran eventos como el centenario de Coca-Cola en 1986 y las victorias de los Atlanta Braves en la Series Mundiales de 1995 y 2021.

## Historia

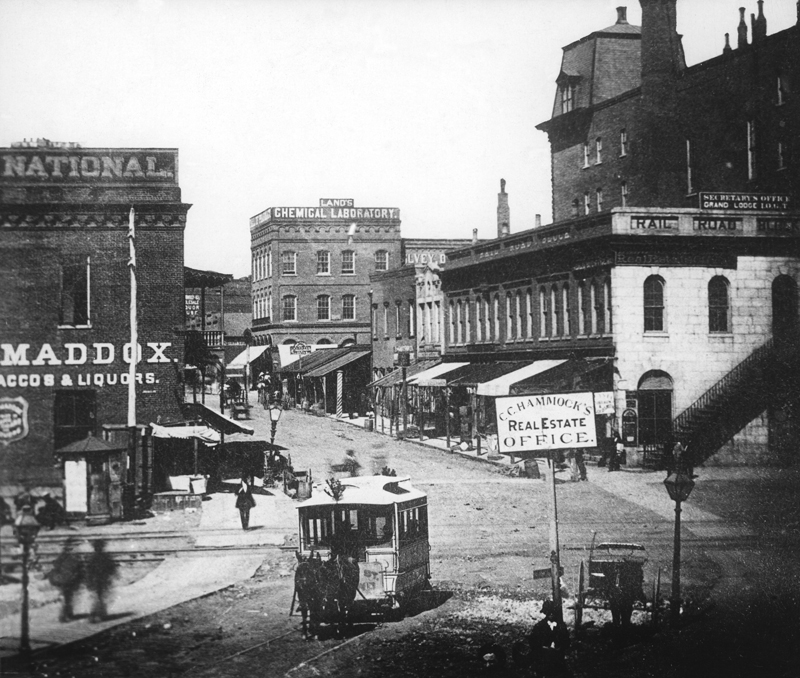
Peachtree Street en 1882.

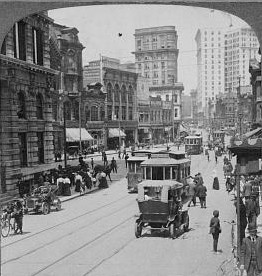
Peachtree Street en 1907, con tráfico de tranvías, caballos y automóviles.

Atlanta creció en un lugar ocupado por el pueblo creek, donde se encontraba un pueblo importante llamado Standing Peachtree (literalmente, «melocotero en pie»). Hay cierta controversia sobre si el asentamiento creek se llamaba en realidad Standing Peachtree o Standing Pitch Tree, y pitch fue corrompido posteriormente a peach. Los pinos, comunes en la zona, también eran conocidos como pitch trees (literalmente, «árboles de brea») debido a su savia.
Un sendero conocido como Peachtree Trail conducía desde el noreste de Georgia hasta Standing Peachtree o Standing Pitch Tree, situado a orillas del río Chattahoochee. La Peachtree Road original empezaba en 1812 en Fort Daniel, situado en la Hog Mountain en el actual condado de Gwinnett, y seguía el recorrido de este sendero hacia el Chattahoochee. Algunos tramos de la calle actual siguen esta ruta.
Después de la Guerra de Secesión, se desarrolló un asentamiento irregular llamado Tight Squeeze en Peachtree Street, en torno a la actual calle 10 en Midtown Atlanta. Era infame por la pobreza, la desesperación y los robos a los comerciantes que lo atravesaban.
En 1867, el nombre de Whitehall Street, la calle original que conducía a la White Hall Tavern en el actual barrio del West End, fue cambiado por Peachtree Street desde Marietta Street hacia el sur, hasta el cruce ferroviario al norte de Alabama Street. Posteriormente, en la década de 1980, el tramo de Whitehall Street desde Five Points hacia el sur hasta Forsyth Street y Memorial Drive, una importante zona de tiendas desde la Guerra de Secesión hasta mediados del siglo xx, fue renombrado Peachtree Street SE.

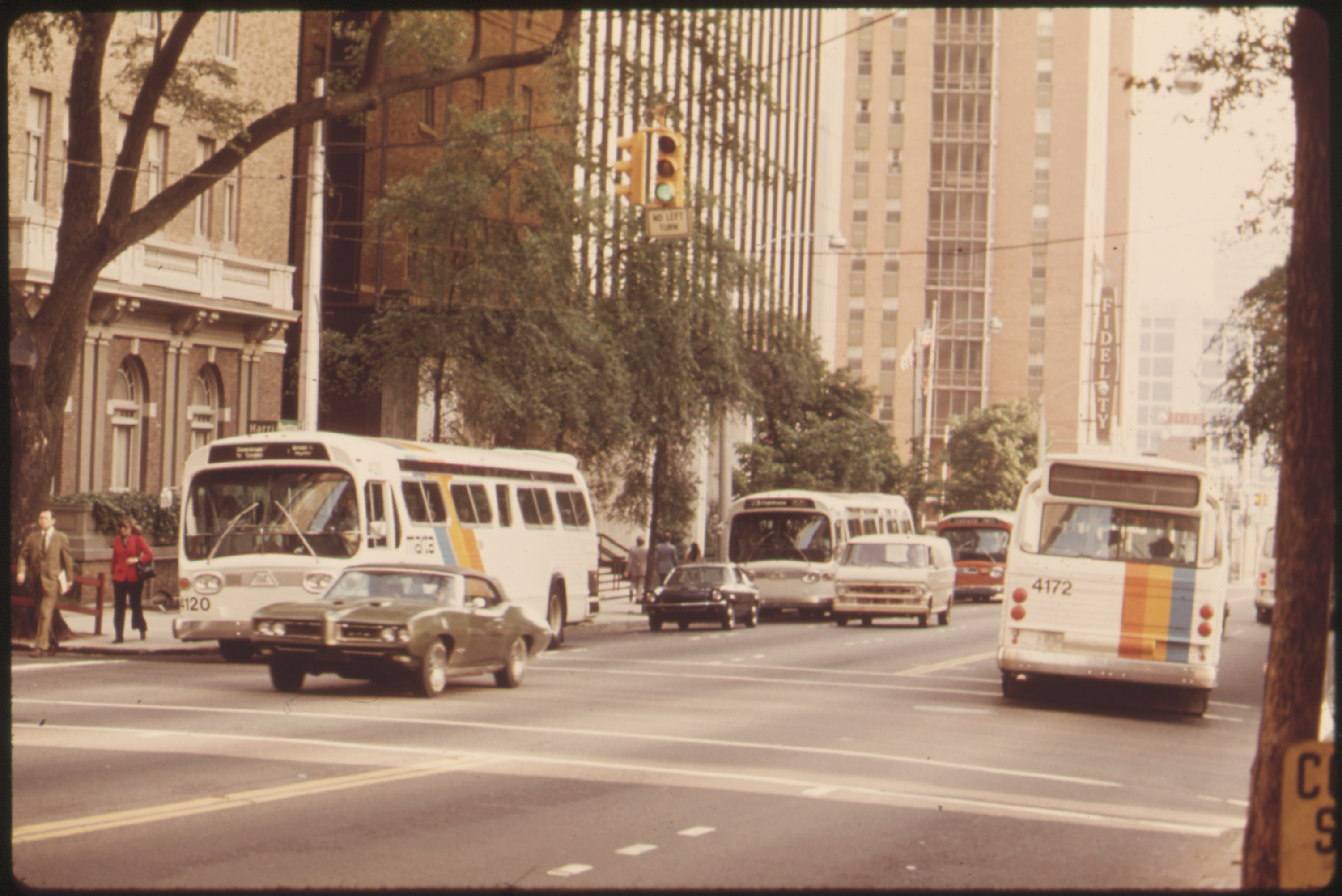
Peachtree Street en Downtown Atlanta (1974).

En 2007, el alcalde de Atlanta, Shirley Franklin, desveló un proyecto con un presupuesto de 1000 millones de dólares y un plazo de veinte años para transformar Peachtree Street con mejoras del paisaje urbano, la creación de parques públicos, el soterramiento de los servicios públicos y la incorporación de un tranvía, basado en un estudio de dieciséis meses de la fuerza de tareas Peachtree Corridor Partnership.

## Nomenclatura

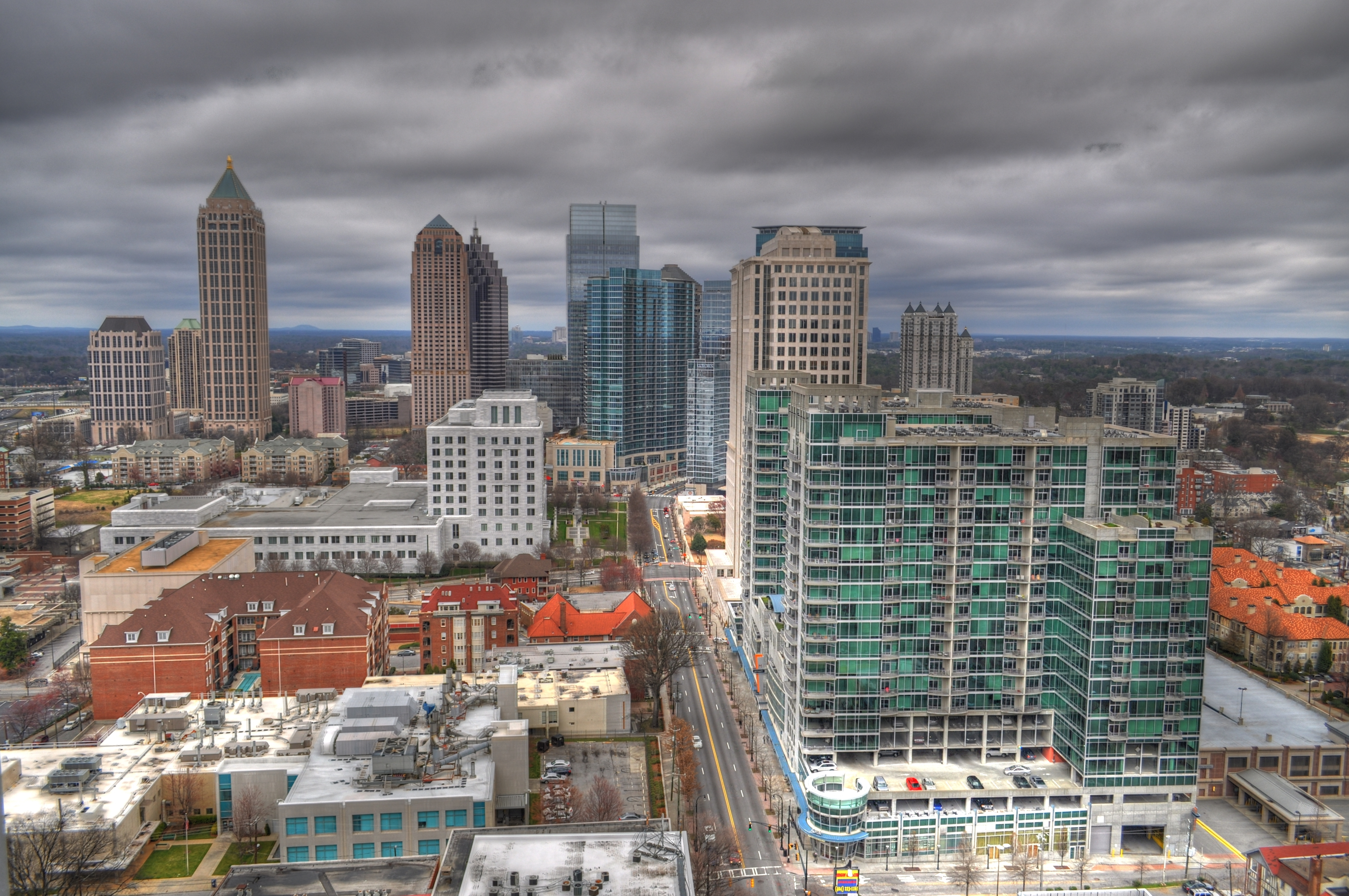
Peachtree Street atravesando Midtown.

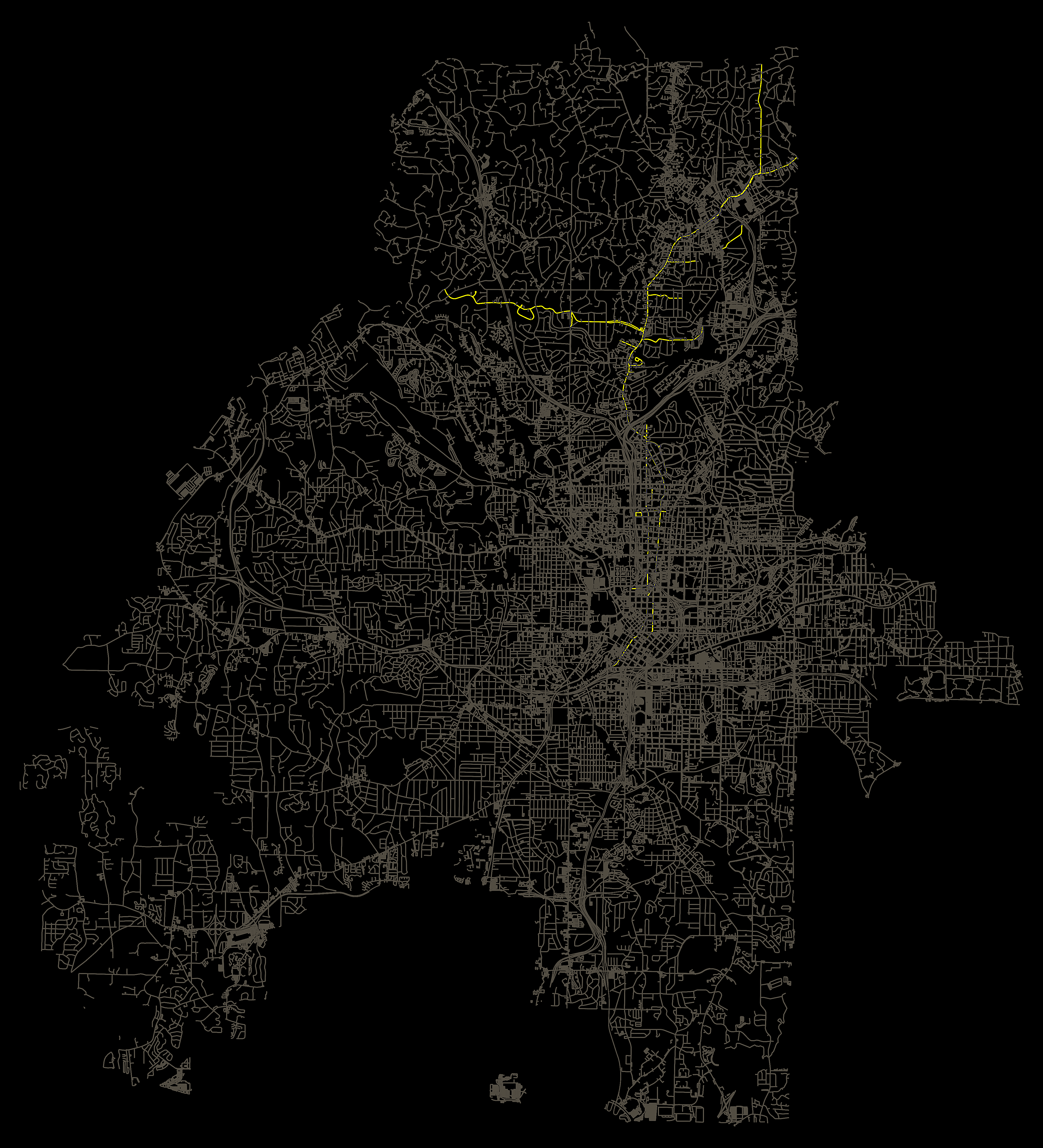
Mapa de Atlanta en el que están resaltadas las calles con «Peachtree» en su nombre.

El nombre Peachtree es muy común en la zona de Atlanta. De hecho, los nativos suelen bromear con que la mitad de las calles de Atlanta se llaman Peachtree. Aunque «Peachtree» a secas se refiere casi siempre a esta calle o sus prolongaciones, hay setenta y una calles en Atlanta con la palabra «Peachtree» en su nombre. Entre ellas están:
- Peachtree Creek Road
- Peachtree Lane
- Peachtree Avenue
- Peachtree Circle
- Peachtree Place
- Peachtree Drive
- Peachtree Plaza
- Peachtree Way
- Peachtree Memorial Drive
- New Peachtree Road
- Peachtree Walk
- Peachtree Park Drive
- Peachtree Parkway
- Peachtree Valley Road
- Peachtree Battle Avenue (conmemorando la batalla de Peachtree Creek)
- Peachtree Dunwoody Road (discurre entre Peachtree Street y Dunwoody)
- Old Peachtree Road (sigue parte de la ruta del Peachtree Trail original, en el condado de Gwinnett)

Peachtree también aparece en el nombre de lugares:
- Peachtree Center es un importante complejo de rascacielos situado en Downtown Atlanta, y Peachtree Center Avenue discurre una cuadra al este de Peachtree Street.
- Peachtree City es un suburbio planificado situado al sur de la ciudad, en el condado de Fayette.
- Peachtree Corners  es otro suburbio planificado situado al norte de la ciudad, en el condado de Gwinnett.

### West Peachtree Street

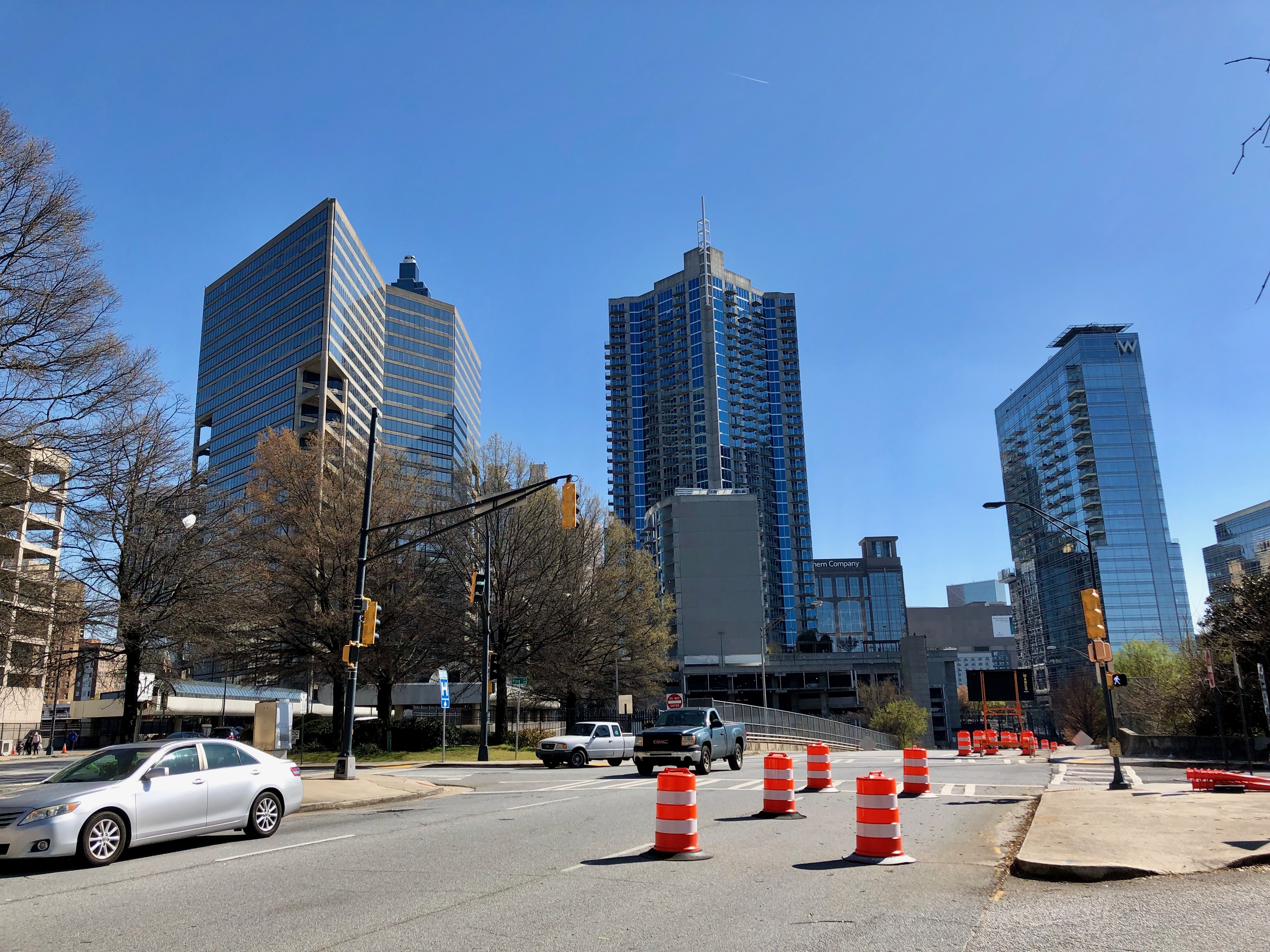
Parte del skyline de Atlanta vista desde West Peachtree Street.

West Peachtree Street no es una rama occidental de Peachtree Street, sino otra calle (aproximadamente paralela a Peachtree y, a diferencia de ella, casi perfectamente recta) que discurre una cuadra al oeste de Peachtree Street en Downtown, y mayoritariamente dos o tres cuadras al oeste en Midtown (debido a las curvas de Peachtree Street). West Peachtree Street divide los cuadrantes noreste y noroeste de la ciudad y el condado a efectos de direcciones postales.
En el punto en el que Peachtree Street se convierte en Peachtree Road y se dirige brevemente hacia el noroeste, en realidad cruza West Peachtree Street, dejándola en su lado este. Es aquí donde empieza el Buford-Spring Connector (SR 13), que sigue la ruta de la I-85. Los estudios de WSB-TV están situados en esta breve sección de West Peachtree Street, que termina en la I-85. Las líneas roja y oro del Metro de Atlanta pasan por debajo de West Peachtree Street. La estación Civic Center del MARTA está situada bajo West Peachtree Street, donde la calle cruza el Downtown Connector (un tramo en el que confluyen la I-75 y la I-85). Esta estación es notable por ser una de las pocas estaciones de metro del mundo que están simultáneamente sobre una autopista y por debajo del nivel de la calle. La intersección de Peachtree Street y West Peachtree Street en Downtown forma el Hardy Ivy Park, mientras que en Midtown, su intersección forma el Pershing Point Park.

## Números de carretera

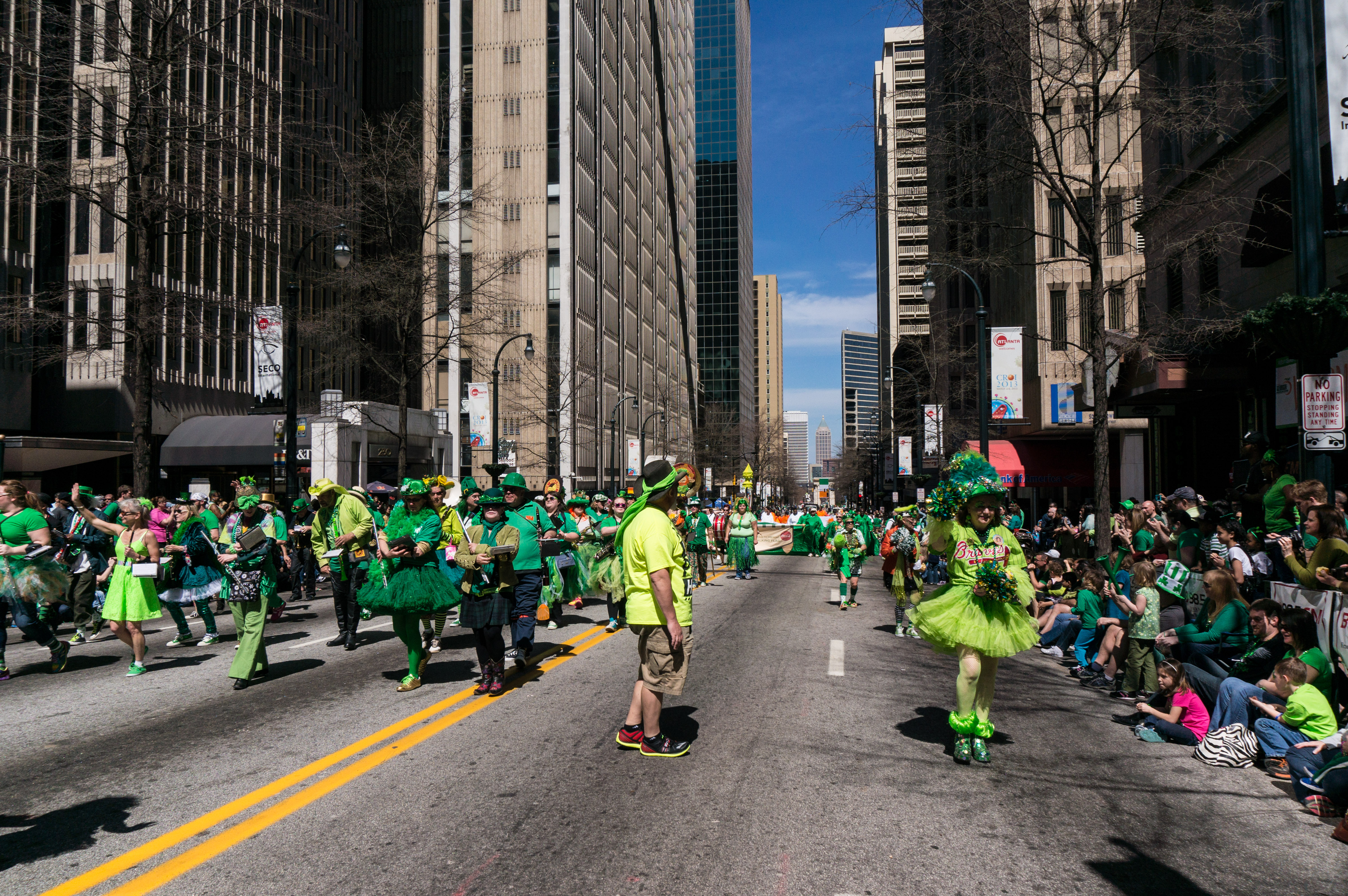
El desfile del Día de San Patricio de Atlanta en Peachtree Street (2013).

Desde el Buford–Spring Connector hacia el norte, hasta Roswell Road, Peachtree Street y Peachtree Road llevan la U.S. Route 19 (US 19) y la State Route 9 (SR 9). En una intersección de cinco calles con Paces Ferry Road en el centro del original Buckhead Village, la US 19 y la SR 9 se desvían hacia el oeste por Roswell Road, mientras en Peachtree Street empieza la SR 141. Al sur del Buford–Spring Connector, la US 19 y la SR 9 continúan por dos calles de sentido único: West Peachtree Street hacia el norte y Spring Street hacia el sur.
Peachtree Street se cruza con Piedmont Road (SR 237) entre Buckhead Village y Lenox Square. Además del término suroeste de la mencionada SR 13, la única otra intersección importante en Atlanta está en la North Avenue, que lleva la US 29, la US 78, la US 278 y la SR 8. No hay enlaces viarios directos desde Peachtree a las autopistas Downtown Connector (I-75/I-85), a la propia I-85 ni a la SR 400, todas las cuales cruza.

## Lugares de interés

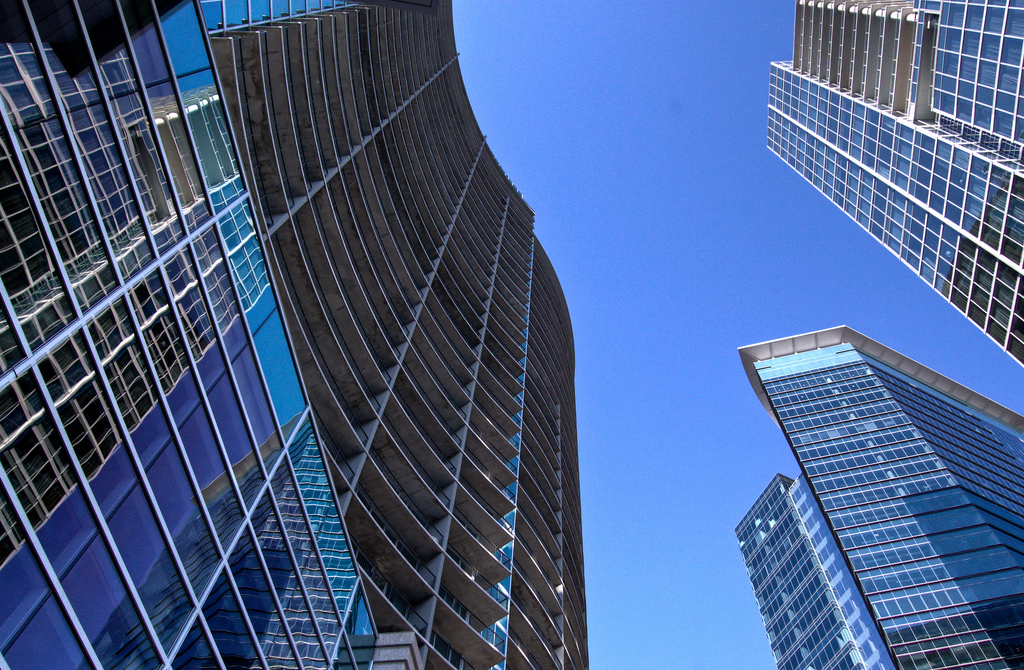
Edificios modernos de cristal a lo largo de Peachtree Street en Midtown.

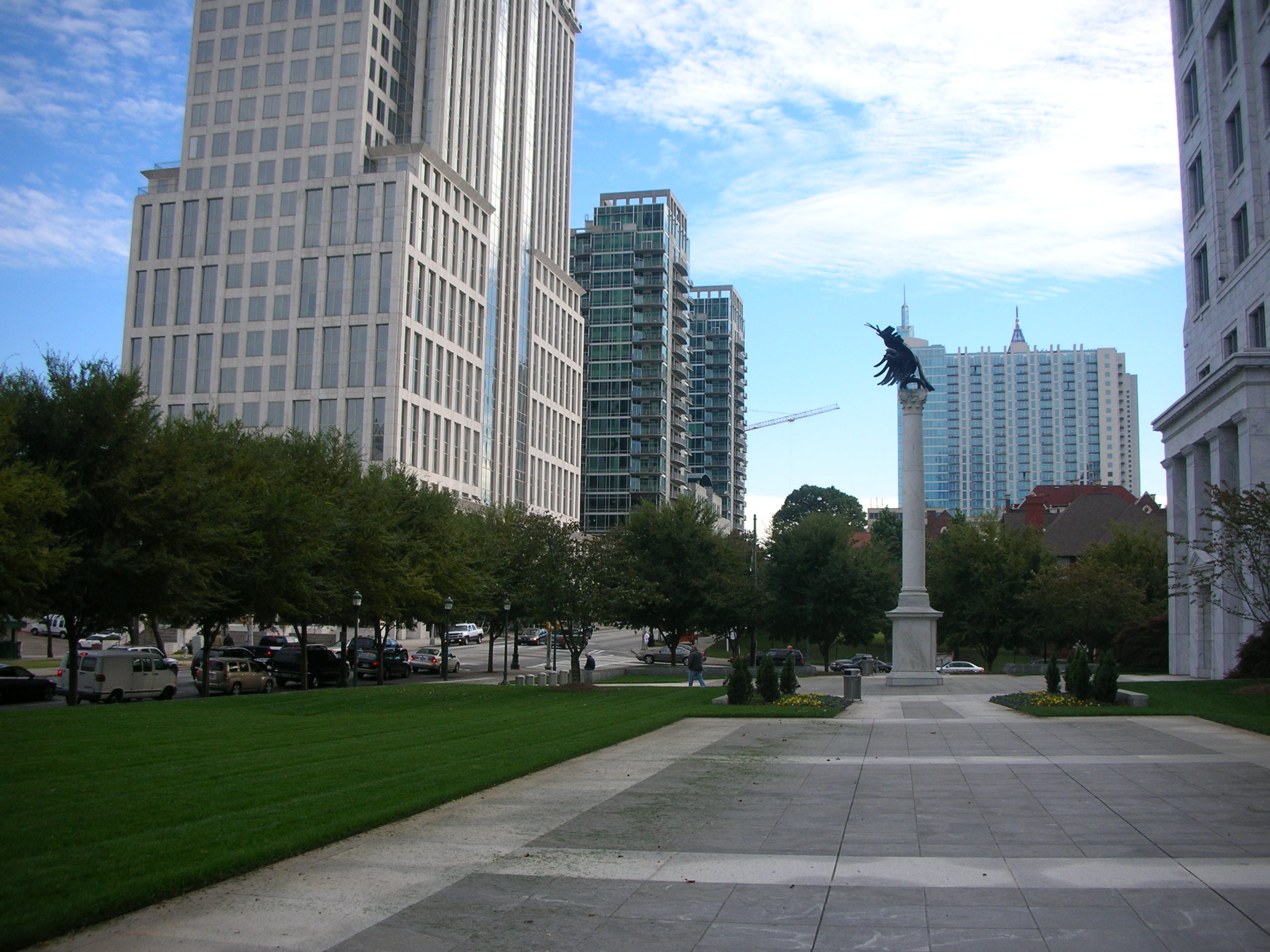
Vista de Peachtree Street desde el Banco de la Reserva Federal de Atlanta.

Muchos de los edificios y monumentos más destacados de Atlanta están situados a lo largo de Peachtree Street. En Downtown, los rascacielos 191 Peachtree Tower, Georgia-Pacific Tower, Westin Peachtree Plaza y SunTrust Plaza están en Peachtree Street. En Midtown, Bank of America Plaza, el edificio más alto de Atlanta, está una cuadra al sur del «fabuloso» Fox Theatre, una gran sala de cine completada en 1929.
La escritora Margaret Mitchell fue atropellada por un automóvil con exceso de velocidad en 1949 mientras cruzaba Peachtree Street en su intersección con la calle 13, lo que provocó su muerte. Mitchell había escrito su clásica novela Lo que el viento se llevó en el apartamento del sótano de una pensión situada en la esquina de la calle 10 y Peachtree Street. Esa casa es actualmente un museo y está situada cruzando la calle 10 desde el Banco de la Reserva Federal de Atlanta, que sirve al sureste de los Estados Unidos. La película se estrenó en el Loew's Grand Theatre, en la esquina de Peachtree Street y Forsyth Street, donde actualmente se encuentra la Georgia-Pacific Tower.
Los edificios de oficinas 1100 Peachtree (antiguamente propiedad de BellSouth) y 1180 Peachtree, sede de importantes bufetes de abogados, son direcciones empresariales prestigiosas. El corazón de la escena artística de Atlanta se encuentra justo al norte, en Peachtree Street, donde se encuentra el Woodruff Arts Center, que incluye el High Museum of Art, la Orquesta Sinfónica de Atlanta, la Alliance Theatre Company y el campus en Atlanta del Savannah College of Art and Design.
Aunque la mayoría han sido demolidos, todavía se conservan varios edificios históricos a lo largo de Peachtree Street en Buckhead. Algunos de ellos son tiendas en edificios de ladrillo de una planta construidos antes de la anexión de Buckhead a Atlanta en 1952.
Al noreste del límite de la ciudad, la calle atraviesa Brookhaven y pasa junto a la Universidad Oglethorpe. Tras entrar en Chamblee, la calle se divide en el Peachtree Industrial Boulevard y la Peachtree Road. Peachtree Road se convierte en una carretera de dos carriles que viaja hacia el este hasta Doraville, mientras el Peachtree Industrial Boulevard continúa con una trayectoria más hacia el norte (como SR 141) hacia Dunwoody y Peachtree Corners.

## Comercio
La zona comercial de Buckhead contiene muchas tiendas de alta gama, concentradas en los centros comerciales Phipps Plaza y Lenox Square. Buckhead Atlanta (antiguamente Streets of Buckhead) es un desarrollo de uso mixto que fue inaugurado en 2014. La Midtown Mile fue un concepto que pretendía convertir parte de Peachtree Street en Midtown en algo similar a la Milla Magnífica de Chicago.

## Geografía

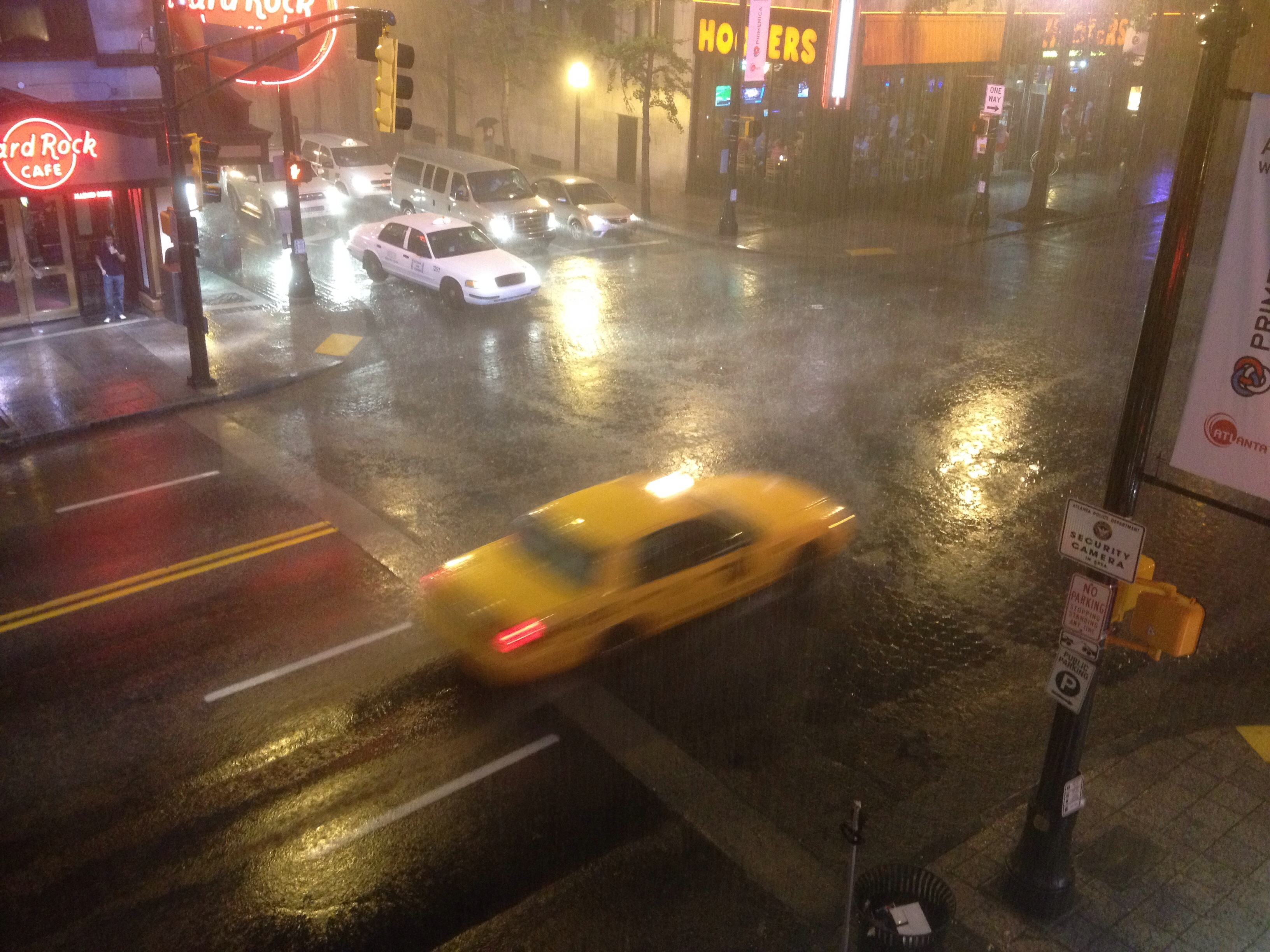
Peachtree Street en Downtown Atlanta durante una tormenta.

Es una creencia habitual en la zona de Atlanta que la cresta que sigue Peachtree Street forma parte de la divisoria continental oriental. Aunque Peachtree Street está sobre un cresta, fueron las vías del ferrocarril las que se construyeron en la verdadera divisoria continental oriental, que sigue DeKalb Avenue desde Decatur hasta los Five Points y entonces gira al suroeste hacia el Aeropuerto de Atlanta; su lado noroeste drena hacia los ríos Chattahoochee o Flint y finalmente en el golfo de México, mientras que su lado sureste drena en el océano Atlántico. En 1959, Whitehall Street SW, que se encuentra con Peachtree Street NE en Five Points, fue renombrada Peachtree Street SW. Como la divisoria continental oriental sigue esta calle, una pequeña parte de la historia puede ser cierta. La principal fuente de agua de Atlanta es el río Chattahoochee y gran parte del agua es trasvasada a la otra cuenca. Para equilibrar los flujos del río, las aguas residuales tratadas son trasvasadas de vuelta al Chattahoochee.

## En la cultura popular
- En la novela de la Guerra de Secesión Lo que el viento se llevó de Margaret Mitchell, Scarlett O'Hara vive en varios puntos de Peachtree Street a lo largo de la novela. Casualmente, también es donde la escritora fue atropellada por un automóvil con exceso de velocidad en Midtown, lo que provocó su muerte.
- Frank Sinatra coescribió una canción con Jimmy Saunders y Leni Mason llamada Peachtree Street en 1950. La grabó a dúo con Rosemary Clooney.
- Elton John tiene una casa en Peachtree Road en Buckhead, que dio nombre a su álbum de 2004 Peachtree Road.
- John Mayer alude a Peachtree Street en su canción Neon.